# 奋斗街道 (鸡西市)
奋斗街道，是中华人民共和国黑龙江省鸡西市恒山区下辖的一个乡镇级行政单位。

## 行政区划
奋斗街道下辖以下地区：
新兴社区、恒新社区、奋斗社区和安全社区。